# Nemoria agenoria
Nemoria agenoria är en fjärilsart som beskrevs av William Schaus 1912. Nemoria agenoria ingår i släktet Nemoria och familjen mätare. Inga underarter finns listade i Catalogue of Life.